# Валли (тауншип, Миннесота)
Валли (англ. Valley) — тауншип в округе Маршалл, Миннесота, США. На 2000 год его население составило 164 человека.

## География
По данным Бюро переписи населения США площадь тауншипа составляет 87,9 км², из которых 87,9 км² занимает суша, водоёмов нет.

## Демография
По данным переписи населения 2000 года здесь находились 164 человека, 64 домохозяйства и 51 семья. Плотность населения —  1,9 чел./км². На территории тауншипа расположено 68 построек со средней плотностью 0,8 построек на один квадратный километр. Расовый состав населения: 97,56 % белых и 2,44 % азиатов.
Из 64 домохозяйств в 29,7 % воспитывались дети до 18 лет, в 68,8 % проживали супружеские пары, в 3,1 % проживали незамужние женщины и в 20,3 % домохозяйств проживали несемейные люди. 18,8 % домохозяйств состояли из одного человека, при том 12,5 % из — одиноких пожилых людей старше 65 лет. Средний размер домохозяйства — 2,56, а семьи — 2,88 человека.
26,2 % населения — младше 18 лет, 4,9 % — в возрасте от 18 до 24 лет, 21,3 % — от 25 до 44, 25,0 % — от 45 до 64, 22,6 % — старше 65 лет. Средний возраст — 44 года. На каждые 100 женщин приходилось 95,2 мужчин. На каждые 100 женщин старше 18 приходилось 98,4 мужчин.
Средний годовой доход домохозяйства составлял 33 125 долларов, а средний годовой доход семьи —  30 625 долларов. Средний доход мужчин —  26 667  долларов, в то время как у женщин — 21 389. Доход на душу населения составил 14 634 доллара. За чертой бедности находились 4,1 % семей и 4,0 % всего населения тауншипа, из которых 17,6 % старше 65 лет.